# Nina Chanel Abney
Pour les articles homonymes, voir Abney.
Nina Chanel Abney, née en 1982 à Chicago, est une artiste peintre contemporaine afro-américaine. Ses créations explorent les notions de race, de genre, la culture pop et la politique.
Elle utilise des symboles et des couleurs vives pour présenter de nouvelles façons d'aborder des sujets chargés alors qu'elle invite les spectateurs à tirer leurs propres conclusions. Mélangeant le ludique et le sérieux, Nina Chanel Abney qualifie son travail de « facile à avaler, mais difficile à digérer »,.

## Biographie
Originaire de l’Illinois, Nina Chanel Abney fréquente l’Augustana College, une école libérale d’arts à Rock Island. En 2004, elle est diplômée d’un bachelor of fine arts avec une double spécialisation en studio d'art et d'informatique. Elle travaille ensuite une année sur une chaîne de montage de l’usine Ford dans sa ville natale de Chicago. En 2007, elle obtient un master of fine arts de la Parsons The New School for Design de Manhattan,.

## Carrière artistique
En 2007, Nina Chanel Abney réalise sa première grand œuvre Class of 2007, peinte dans le cadre de l’examen final de son master. La peinture est un diptyque. Dans un premier plan, elle se représente tel un officier blond portant une arme à feu. Dans un second temps, ses camarades de classe, tous blancs, sont peints comme des détenus noirs en uniformes orange. Le tableau est acquis par la famille Rubell, propriétaire de la Rubell Family Collection à Miami, en Floride. 
L’artiste est surtout connue pour ses tableaux graphiques colorés à grande échelle, dont quatre sont inclus dans l'exposition 30 Américans organisée par la Rubell Family Collection. La collection comprend les œuvres d'artistes afro-américains glanées au cours des trois dernières décennies sur le continent américain,. Son travail est également présenté au Whitney Museum of American Art, à la Jack Shainman Gallery, ainsi qu'à la Kravets Wehby Gallery à Chelsea,,. 
Dirty Wash est la toute première exposition de Nina Chanel Abney, présentée à la Kravets Wehby Gallery au printemps 2008. L’artiste utilise des couleurs vives sur des toiles extra-larges pour représenter des récits comprenant des personnalités politiques dans des situations scandaleuses, à l’image de Condoleezza Rice posant séduisante en bikini. Attirant de nombreux grands collectionneurs, les peintures se sont vendues en quelques jours,.
En février 2017, Nina Chanel Abney présente sa première exposition solo dans un musée, Royal Flush, au Nasher Museum of Art de l'Université Duke de Durham, en Caroline du Nord. Organisée par Marshall N. Price, l'exposition réunit environ 30 de ses peintures, aquarelles et collages et s’étend sur dix années de son travail. Les œuvres contiennent un large éventail de références historiques sur l'art, y compris des icônes médiévales, des natures mortes de la Renaissance et des artistes tels que Henri Matisse et John Wesley. Les toiles illustrent le narcissisme, la culture des célébrités, l'objectivation des femmes, les problèmes de race et la brutalité policière.

## Publications
- Nina Chanel Abney : Royal flush, Marshall N. Price, Duke University Museum of Art, 124p, 2017,  (ISBN 9780938989417)

## Expositions
Parmi une liste non exhaustive :
- Dirty Wash, Kravets Wehby Gallery, Chelsea, 15 mars - 19 avril 2008
- Hot To Trot. Not, Palais de Tokyo, Paris, 16 février – 9 septembre 2018[15]
- Royal Flush, Chicago Cultural Center, Chicago, 10 février – 6 mai 2018
- Hot To Trot. Not, The School, Jack Shainman Gallery, Kinderhook, New York, 20 mai – 6 oct 2018
- Royal Flush, Institute Of Contemporary Art, Los Angeles & California African American Museum, 23 septembre 2018 – 20 janvier 2019
- Royal Flush, Neuberger Museum Of Art, Purchase College, State University Of New York, New York, 7 avril – 4 août 2019